# موش کور طلایی کنگو
موش کور طلایی کنگو(نام علمی: Calcochloris leucorhinus) نام یک گونه از سرده طلایی‌موش‌های آفریقای میانه است.